# Edwin Zweifel
Edwin Zweifel (* 22. April 1897; † 11. Oktober 1964 in Lugano) war ein Schweizer Politiker (FDP).

## Leben
Der promovierte Jurist wurde 1922 Sekretär der Schlichtungsstelle, 1932 Staatsanwalt des Kantons Basel-Stadt. Ab 1933 gehörte er dem Grossen Rat an. Am 2. Dezember 1934 wurde er als Nachfolger des verunfallten Friedrich Aemmer in den Regierungsrat des Kantons Basel-Stadt gewählt. Er war bis zum 15. Mai 1962, als er aus gesundheitlichen Gründen zurücktrat, Vorsteher des Sanitätsdepartementes. In den Amtsjahren 1936/37, 1942/43, 1949/50 und 1956/57 war er Präsident des Regierungsrates.

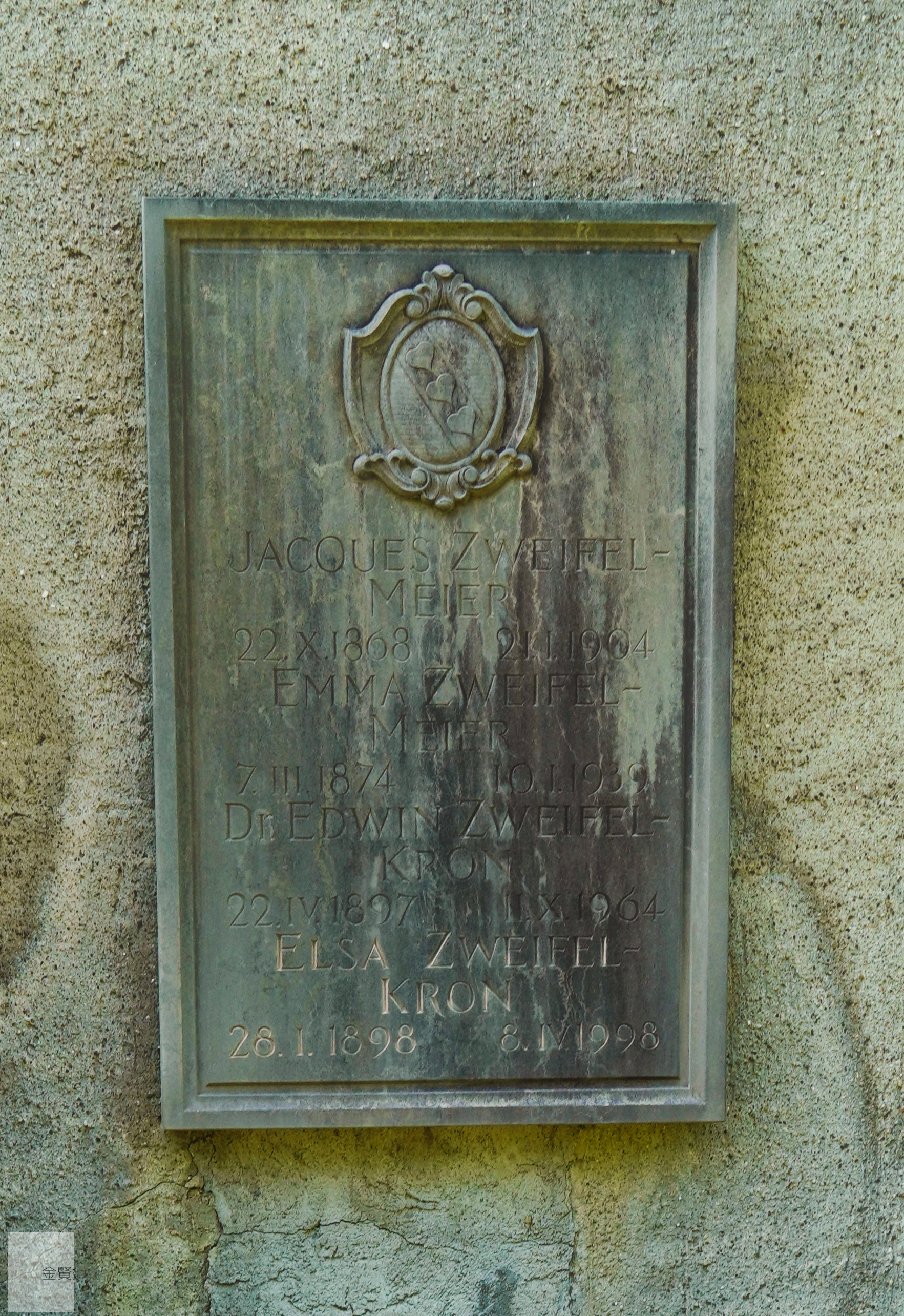
Grabplatte Zweifel-Meier und Zweifel-Kron

Edwin Zweifel war ab 1924 mit Elsa Zweifel-Kron (1898–1998) verheiratet und hatte einen Sohn. Er wurde im Familiengrab auf dem Wolfgottesacker in Basel beigesetzt.